# Caloctenus aculeatus
Espèce
Caloctenus aculeatus est une espèce d'araignées aranéomorphes de la famille des Ctenidae.

## Distribution
Cette espèce est endémique du département de Cundinamarca en Colombie. Elle se rencontre vers Bogota à 2 619 m d'altitude sur le páramo de Monserrate.

## Description
Le mâle décrit par Silva en 2004 mesure 5,47 mm et la femelle 4,71 mm.

## Publication originale
- Keyserling, 1877 : Ueber amerikanische Spinnenarten der Unterordnung Citigradae. Verhandlungen der kaiserlich-königlichen zoologisch-botanischen Gesellschaft in Wien, vol. 26, p. 609-708 (texte intégral).